# Indexi (nagrada)
Indexi je bosanskohercegovačka glazbena nagrada. Od osnivanja nagrada je nosila naziv Davorin, u čast pjevača istog sastava. Godine 2008. na zahtjev Popovićeve supruge nagrada je preimenovana u ime njegovog sastava tj. Indexi.
Osnovni cilj godišnje bosanskohercegovačke nagrade Indexi je afirmacija domaćeg glazbenog stvaralaštva u zemlji i svijetu i vrednovanje najuspješnijih ostvarenja bosanskohercegovačkih glazbenika i izvođača u jednoj kalendarskoj godini.
Nagrada kao takva vrednuje kreativne vrijednosti u domicilnom glazbenom stvaralaštvu.
Nagradu je 2002. ustanovio Josip Dujmović.

## Kandidature i kategorije
Nagrada se dodjeljuje u žanrovima pop i rocka.
Za nagradu Davorin automatski konkuriraju sva izdanja i glazbena ostvarenja državljana Bosne i Hercegovine realizirana, odnosno javno predstavljena i izvedena u razdoblju od 1. siječnja do 31. prosinca prethodne godine (izborna godina).
Popis svih kandidata za nagradu Davorin javno se objavljuje najkasnije do 15. siječnja za prethodnu godinu i potom upućuje biračkom tijelu na izbor.

## Glasanje
O nagradama odlučuje glasačko tijelo kojeg čine producenti, predstavnici domaćih glazbenih novinskih, radijskih i televizijskih redakcija, predstavnici domaćih diskografskih kuća, te dobitnici nagrada u prethodnim godinama. Provodi se u dva kruga. U prvom krugu se utvrđuju nominacije, a u drugom krugu glasuje se za dobitnike nagrade.
Broj nominacija za svaku godinu utvrđuje Upravni odbor i taj broj ne može biti manji od tri, a veći od pet nominacija u svakoj od kategorija. Glasanjem u prvom krugu, glasačko tijelo među svim ponuđenim kandidatima u svakoj od kategorija glasa za po tri kandidata.
Kandidati s najvećim brojem glasova po okončanju prvog kruga postaju nominirani za nagradu.
Nominacije za dobitnike nagrade objavljuju se u sredstvima javnog obavjećivanja odmah nakon okončanja prvog kruga glasanja.
Glasanjem u drugom krugu, isto glasačko tijelo među svim ponuđenim nominacijama u svakoj od kategorija glasa za po jednog nominiranog kandidata.
Nominirani kandidat s najvećim brojem glasova po okončanju drugog kruga postaje dobitnik nagrade Davorin.
Brojenje glasova za nominacije i dobitnike nagrade obavlja Direkcija nagrade, a verificira Upravni odbor, koji garantira regularnost i tajnost prebrojavanja glasova.
Rezultati glasanja za dobitnike nagrade su tajna do proglašenja dobitnika nagrade.

## Davorin 2002.
Prva dodjela nagrade Davorin obavljena je u Bosanskom narodnom pozorištu u Zenici, 24. kolovoza 2002.

### Dobitnici
- Rock skupina godine: Knock Out
- Rock album: "Jednom kad sve ovo" Knock Out
- Rock pjesma: "Arizona Dream" Zabranjeno pušenje i "Ja sam mor'o" Laka
- Pop izvođač godine: Kemal Monteno
- Pop album: "Kemo i prijatelji" Kemal Monteno
- Pop pjesma: "Kao domine" Hari Mata Hari
- Najbolja muška vokalna izvedba: Nermin Puškar (Knock Out)
- Najbolja ženska vokalna izvedba: Romana
- Najbolja instrumentalna izvedba: Adi Lukovac
- Nagrada za novi zvuk: Adi Lukovac i Ornamenti
- Nagrada za međunarodnu suradnju: Emir & Frozen Camels i Cliff Williams (AC/DC), Danny Shepard, Darrell Nutt
- Novi izvođač godine: Lily
- Nagrada za produkciju: Zoran Redžić (Jednom kad sve ovo)
- Video spot godine: "Explain" Adi Lukovac i Ornamenti i "Što se ljutiš" Punkt
- Nagrada za likovno oblikovanje albuma: Dario Vitez (I Bog vozi mercedes)
- Koncert godine: Tifa (Skenderija 2001)
- Nagrada za glazbenu TV emisiju: BH sound (Samir Pašalić)
- Nagrada za novinsku glazbenu redakciju: Jet set (Dnevni avaz)
- Nagrada za glazbenog urednika godine: Samir Pašalić

Nagrada za životno djelo Indexi
U povodu nagrade za životno djelo sastavu Indexi, izvedena su dva koncerta "Tribute to Indexi", na kojima su nastupili: Dado Topić, Zdenka Kovačiček, Omladinski zbor Zenica, Željko Bebek, Bajaga i instruktori, Knock Out, Punkt, Neno Belan, Emir & Frozen Camels, Krug, Posebna vožnja, Teska & Tequila Sunrise Band, Prozor, Nina Kolar i Ofinger.

## Davorin 2003.
Dodjela nagrada obavljena je u zeničkom Bosanskom narodnom pozorištu 18. travnja 2003.

### Dobitnici
- Album godine: "Slušaj mater" Edo Maajka
- Pjesma godine: "Laži me" Deen
- Novi izvođač: Irina Kapetanović & VI
- Urbani izvođač: Edo Maajka
- Urbani album: "Slušaj mater" Edo Maajka
- Urbana pjesma: "Sarajevo, New York, Roma" Emir & Frozen Camels
- Pop izvođač: Deen
- Pop album: "Ja sam vjetar zaljubljeni" Deen
- Pop pjesma: "Ejna" Punkt
- Muška vokalna izvedba: Mladen Vojičić Tifa
- Ženska vokalna izvedba: Irina Kapetanović
- Video spot godine: "Znaš me" Edo Maajka
- Novi zvuk: Edo Maajka
- Etno album godine: "The Mother of Gypsy Soul" Mostar Sevdah Reunion
- Instrumentalistička izvedba: Sinan Alimanović
- Nagrada za produkciju: Zele Lipovača (Ja sam vjetar zaljubljeni)
- Nagrada za aranžmane: Enes Zlatar Bure
- Likovno oblikovanje albuma: Ajna i Anur (Queen of Disco)
- Internacionalna suradnja: Aki, Fazla, Tifa i Dado (Pjesma za Davora)
- Domaći koncert godine: Omladinski hor Zenica (Tribute to Indexi)
- Koncert godine inozemnog izvođača: Tito & BTarantula (Sarajevo)
- Nagrada za muzičku redakciju: BH radio 1
- Muzički novinar godine: Damir Šehanović
- Nagrada za muzički web site: Zabranjeno pušenje
- Najbolji komšijsko-susjedski album: "Ruke" Darko Rundek
- Najbolji svjetski album: "The Eminem Show" Eminem

## Davorin 2004.
Dodjela nagrada obavljena je u zeničkom Bosanskom narodnom pozorištu 17. travnjaa 2004.

### Dobitnici
- Album godine: A secret gate – Mostar Sevdah Reunion
- Pjesma godine: Mr. Hakim – Erato
- Novi izvođač godine: No Rules – Tuzla, Kix – Sarajevo
- Rock / urbana grupa: Erogene zone
- Rock / urbani album: Mistični znaci – Erogene zone
- Rock / urbana pjesma: Marija – Divlje jagode
- Pop grupa / izvođač: Erato
- Pop album: Backstage – Erato
- Pop hit: Taxi – Fuad Backović Deen
- Muška vokalna izvedba: Zdravko Čolić
- Ženska vokalna izvedba: Irina Kapetanović
- Video spot: Il’ je vedro il’ oblačno – Mehmed Ćustović (Adi Lukovac)
- Nagrada za muzički meksperiment-drugačiji zvuk: Adi Lukovac
- Etno folklorni album: A Secret Gate – Mostar Sevdah Reunion
- Album filmske muzike: Gori vatra – Saša Lošić
- Instrumentalistička izvedba: Slobodan Bodo Kovačević
- Muzička produkcija: Samir Mujagić (album Unikat, 7 Up)
- Muzički aranžmani: Sinan Alimanović
- Nagrada za zbirku tekstova za muziku: Emir Jugo i Muamer Fazlić
- Likovno oblikovanje albuma: Kurt & Plasto (Mistični znaci, Erogene zone)
- Najuspješnija internacionalna muzička saradnja: Edo Maajka i Hladno pivo
- Domaći koncert godine: Kemal Monteno, koncert “Kemo i prijatelji”
- Koncert godine inozemnog izvođača: Cubismo, solistički koncert u Banjoj Luci
- Komšijsko-susjedski album: A sad… - Toni Cetinski
- Komšijsko-susjedski izvođač: Toše Proeski
- Svjetski pop rock album: Sacred Love – Sting

#### Posebne nagrade
za naročite doprinose u povodu 50 godina popularne muzike u BiH dodijeljene su:
- Nagrada za muzičku redakciju: Radio Kameleon–redakcija FmJam
- Nagrada za muzičkog urednika: Vlatko Marković (FTV), FTV
- Nagrada za afirmaciju originalne bh muzike: Safet Isović
- Nagrada za afirmaciju dječjeg muzičkog stvaralaštva: Zlatan Bostandžić i Princes krofne
- Nagrada za domete u klasičnoj muzici: Sarajevska filharmonija
- Nagrada za afirmaciju bh muzike izvan zemlje: Ibrica Jusić za album “Amanet”

#### Počasne nagrade “Davorin”
povodom 50 godina popularne muzike u BiH dodijeljene su:
- Za 50 godina muzičkog djelovanja: Sabahudin Kurt i Đorđe Kisić
- Za prvi autorski snimak na prvoj domaćoj ploči: Ismet Nuno Arnautalić
- Za 30 godina od osnivanja i objavljivanja prvog albuma: Bijelo dugme
- Za 20 godina od objavljivanja prvog albuma: Zabranjeno pušenje
- Za 20 godina muzičkog rada i izvanredne domete: Dino Merlin

## Davorin 2005.
Dodjela nagrada obavljena je u sarajevskoj Zetri 28. travnja 2005.

### Dobitnici
- Nagrada za muzičke aranžmane: Nikša Bratoš (Dunje i kolači)
- Nagrada za muzičku produkciju: Dino Dervišhalidović (Burek)
- Likovno oblikovanje albuma: Trio Fabrika (Burek)
- Tematski / koncertni album: Live In St. Louis (Zabranjeno pušenje)
- Najbolja komšijsko-susjedska pjesma: Hir Aj Kam Hir Aj Go (Magnifico)
- Najbolji komšijsko-susjedski album: Vještina (Massimo)
- Nagrada za muzičku inovaciju: Dubioza kolektiv
- Filmska/pozorišna/TV muzika: Saša Lošić (Kod amidže Idriza)
- Najbolji komšijsko-susjedski izvođač: Arsen Dedić
- Internacionalna muzička suradnja: Dino Merlin i Nina Badrić
- Video spot – urbana muzika: Super žena (Proba / Skroz)
- Video spot – pop muzika: Zadnja riječ na usnama (Dejan Kukrić / Maja Tatić)
- Ženska vokalna izvedba: Maja Tatić
- Vokalna suradnja: Maja Tatić i Tifa
- Muška vokalna izvedba: Hari Varešanović
- Urbana pjesma godine: No sikiriki (Edo Maajka)
- Pop pjesma godine: Supermen (Dino Merlin)
- Urbani izvođač godine: Edo Maajka
- Pop izvođač godine: Dino Merlin
- Debitantski album: Dubioza kolektiv (Dubioza kolektiv)
- Urbani album godine: No sikiriki (Edo Maajka)
- Pop album godine: Burek (Dino Merlin)
- Pjesma godine u svim kategorijama: No sikiriki (Edo Maajka)
- Album godine u svim kategorijama: Burek (Dino Merlin)

Nagrada za životno djelo: Bijelo dugme

## Davorin 2006.
Dodjela nagrada obavljena je u sarajevskom klubu Coloseum 11. svibnja 2006.

### Dobitnici
- Pop album godine: Kopriva, Al Dino
- Pop pjesma godine: Nije zbogom teška riječ, Boris Režak
- Pop izvođač godine: Al Dino
- Najbolji video spot (pop): Jabuka, Igor Vukojević
- Urbani/rock album godine: Letu štuke, Letu štuke
- Urbana/rock pjesma godine: Minimalizam, Letu štuke
- Urbani/rock izbođač godine: Letu štuke
- Najbolji video spot (rock): My Music, Sikter
- Debitantski album: Rodiš se i umreš, Burhan
- Najbolji koncertni album: Turneja 2005, Bijelo dugme
- Najbolji tematski album: Najljepše rock balade, Song Zelex
- Najbolja muška vokalna izvedba: Leo (Prokleta ljubav)
- Najbolja ženska vokalna izvedba: Emina (Radije ranije)
- Najbolja vokalna saradnja: Frenkie i Edo Maajka, Hajmo rušit
- Internacionalna saradnja: Erato i Tony Cetinski, Sigurni
- Nagrada 'Bodo Kovačević' za gitaristu godine: Bato Kostić (Rock Stars)
- Nagrada za filmsku glazbu: Grbavica, Enes Zlatar Bure

## Davorin 2007.
Dodjela je održana u Bosanskom narodnom pozorištu u Zenici 24. svibnja.

### Dobitnici
- Pop album godine: Zavičaj, Zdravko Čolić
- Pop pjesma godine: Sačuvaj me Bože njene ljubavi, Zdravko Čolić
- Video spot – pop muzika: Lejla, Hari Varešanović
- Pop izvođač godine: Zdravko Čolić
- Urbani / rock album godine:  Stigo ćumur, Edo Maajka
- Urbana / rock pjesma godine: Bomba, Edo Maajka
- Video spot – urbana / rock muzika: Dosta, Dubioza kolektiv i Frenkie
- Urbani / rock izvodjac godine: Zabranjeno pušenje
- Debitantski album godine: Urnebes, Amel Čurić
- Tematski album godine:  Indexi – U inat godinama
- Najbolja muška vokalna izvedba na albumu: Zdravko Čolić
- Najbolja zenska vokalna izvedba na albumu: Maja Milinković
- Muzicka saradnja godine: Z.Čolić i Đorđe Balašević na albumu 'Zavičaj'

- Nagrada 'Bodo Kovačević' za gitarista godine: Zele Lipovača
- Nagrada za životno djelo: Esad Arnautalić i Arsen Dedić[2]

## Vanjske poveznice
- davorin.ba  Arhivirana inačica izvorne stranice od 7. studenoga 2014. (Wayback Machine)